# Lista planetelor minore/191501–191600
Aceasta este Lista planetelor minore/191501–191600; pentru a naviga prin lista completă vezi Lista planetelor minore.
Pentru ale detalii vezi și Proiect:Astronomie sau Portal:Astronomie.
| Nume             | Denumire provizorie | Data descoperirii | Locul descoperirii | Descoperitor(i)               |
| ---------------- | ------------------- | ----------------- | ------------------ | ----------------------------- |
| 191501 -         | 2003 UA48           | 16 octombrie 2003 | Kitt Peak          | Spacewatch                    |
| 191502 -         | 2003 UL48           | 16 octombrie 2003 | Anderson Mesa      | LONEOS                        |
| 191503 -         | 2003 UW48           | 16 octombrie 2003 | Anderson Mesa      | LONEOS                        |
| 191504 -         | 2003 UL54           | 18 octombrie 2003 | Palomar            | NEAT                          |
| 191505 -         | 2003 UQ57           | 16 octombrie 2003 | Palomar            | NEAT                          |
| 191506 -         | 2003 UT63           | 16 octombrie 2003 | Anderson Mesa      | LONEOS                        |
| 191507 -         | 2003 UK65           | 16 octombrie 2003 | Palomar            | NEAT                          |
| 191508 -         | 2003 UA73           | 19 octombrie 2003 | Kitt Peak          | Spacewatch                    |
| 191509 -         | 2003 UD83           | 16 octombrie 2003 | Anderson Mesa      | LONEOS                        |
| 191510 -         | 2003 UK85           | 18 octombrie 2003 | Kitt Peak          | Spacewatch                    |
| 191511 -         | 2003 UT86           | 18 octombrie 2003 | Palomar            | NEAT                          |
| 191512 -         | 2003 UA87           | 18 octombrie 2003 | Palomar            | NEAT                          |
| 191513 -         | 2003 UJ89           | 20 octombrie 2003 | Kitt Peak          | Spacewatch                    |
| 191514 -         | 2003 UQ92           | 20 octombrie 2003 | Palomar            | NEAT                          |
| 191515 -         | 2003 UB111          | 19 octombrie 2003 | Haleakalā          | NEAT                          |
| 191516 -         | 2003 US112          | 20 octombrie 2003 | Socorro            | LINEAR                        |
| 191517 -         | 2003 UK116          | 21 octombrie 2003 | Socorro            | LINEAR                        |
| 191518 -         | 2003 UA129          | 21 octombrie 2003 | Kitt Peak          | Spacewatch                    |
| 191519 -         | 2003 UD133          | 20 octombrie 2003 | Palomar            | NEAT                          |
| 191520 -         | 2003 UE148          | 19 octombrie 2003 | Kitt Peak          | Spacewatch                    |
| 191521 -         | 2003 UJ152          | 21 octombrie 2003 | Kitt Peak          | Spacewatch                    |
| 191522 -         | 2003 US158          | 20 octombrie 2003 | Kitt Peak          | Spacewatch                    |
| 191523 -         | 2003 UD173          | 20 octombrie 2003 | Palomar            | NEAT                          |
| 191524 -         | 2003 UN177          | 21 octombrie 2003 | Palomar            | NEAT                          |
| 191525 -         | 2003 UW183          | 21 octombrie 2003 | Palomar            | NEAT                          |
| 191526 -         | 2003 UV186          | 22 octombrie 2003 | Socorro            | LINEAR                        |
| 191527 -         | 2003 UA193          | 20 octombrie 2003 | Kitt Peak          | Spacewatch                    |
| 191528 -         | 2003 UV193          | 20 octombrie 2003 | Kitt Peak          | Spacewatch                    |
| 191529 -         | 2003 UX196          | 21 octombrie 2003 | Kitt Peak          | Spacewatch                    |
| 191530 -         | 2003 UX197          | 21 octombrie 2003 | Anderson Mesa      | LONEOS                        |
| 191531 -         | 2003 UQ198          | 21 octombrie 2003 | Kitt Peak          | Spacewatch                    |
| 191532 -         | 2003 UV199          | 21 octombrie 2003 | Socorro            | LINEAR                        |
| 191533 -         | 2003 UV208          | 22 octombrie 2003 | Kitt Peak          | Spacewatch                    |
| 191534 -         | 2003 UM211          | 23 octombrie 2003 | Kitt Peak          | Spacewatch                    |
| 191535 -         | 2003 UE218          | 21 octombrie 2003 | Socorro            | LINEAR                        |
| 191536 -         | 2003 UY222          | 22 octombrie 2003 | Socorro            | LINEAR                        |
| 191537 -         | 2003 UL223          | 22 octombrie 2003 | Socorro            | LINEAR                        |
| 191538 -         | 2003 UR227          | 23 octombrie 2003 | Kitt Peak          | Spacewatch                    |
| 191539 -         | 2003 UL230          | 23 octombrie 2003 | Kitt Peak          | Spacewatch                    |
| 191540 -         | 2003 UF236          | 22 octombrie 2003 | Kitt Peak          | Spacewatch                    |
| 191541 -         | 2003 UF238          | 23 octombrie 2003 | Haleakalā          | NEAT                          |
| 191542 -         | 2003 UM244          | 24 octombrie 2003 | Kitt Peak          | Spacewatch                    |
| 191543 -         | 2003 UJ249          | 25 octombrie 2003 | Socorro            | LINEAR                        |
| 191544 -         | 2003 UA255          | 25 octombrie 2003 | Kitt Peak          | Spacewatch                    |
| 191545 -         | 2003 UZ261          | 26 octombrie 2003 | Socorro            | LINEAR                        |
| 191546 -         | 2003 UV268          | 28 octombrie 2003 | Socorro            | LINEAR                        |
| 191547 -         | 2003 UB269          | 28 octombrie 2003 | Haleakalā          | NEAT                          |
| 191548 -         | 2003 UG278          | 25 octombrie 2003 | Socorro            | LINEAR                        |
| 191549 -         | 2003 UL293          | 18 octombrie 2003 | Socorro            | LINEAR                        |
| 191550 -         | 2003 UL299          | 16 octombrie 2003 | Kitt Peak          | Spacewatch                    |
| 191551 -         | 2003 VK1            | 6 noiembrie 2003  | Piszkéstető        | K. Sárneczky⁠(d), B. Sipőcz⁠(d) |
| 191552 -         | 2003 VC8            | 14 noiembrie 2003 | Palomar            | NEAT                          |
| 191553 -         | 2003 WV14           | 16 noiembrie 2003 | Kitt Peak          | Spacewatch                    |
| 191554 -         | 2003 WC15           | 16 noiembrie 2003 | Kitt Peak          | Spacewatch                    |
| 191555 -         | 2003 WC20           | 19 noiembrie 2003 | Socorro            | LINEAR                        |
| 191556 -         | 2003 WM44           | 19 noiembrie 2003 | Palomar            | NEAT                          |
| 191557 -         | 2003 WT63           | 19 noiembrie 2003 | Kitt Peak          | Spacewatch                    |
| 191558 -         | 2003 WO65           | 19 noiembrie 2003 | Kitt Peak          | Spacewatch                    |
| 191559 -         | 2003 WE69           | 19 noiembrie 2003 | Kitt Peak          | Spacewatch                    |
| 191560 -         | 2003 WR69           | 19 noiembrie 2003 | Kitt Peak          | Spacewatch                    |
| 191561 -         | 2003 WT74           | 20 noiembrie 2003 | Socorro            | LINEAR                        |
| 191562 -         | 2003 WD81           | 20 noiembrie 2003 | Socorro            | LINEAR                        |
| 191563 -         | 2003 WJ102          | 21 noiembrie 2003 | Palomar            | NEAT                          |
| 191564 -         | 2003 WZ112          | 20 noiembrie 2003 | Socorro            | LINEAR                        |
| 191565 -         | 2003 WX128          | 21 noiembrie 2003 | Palomar            | NEAT                          |
| 191566 -         | 2003 WN139          | 21 noiembrie 2003 | Socorro            | LINEAR                        |
| 191567 -         | 2003 WX146          | 23 noiembrie 2003 | Socorro            | LINEAR                        |
| 191568 -         | 2003 WR151          | 26 noiembrie 2003 | Socorro            | LINEAR                        |
| 191569 -         | 2003 WZ153          | 29 noiembrie 2003 | Socorro            | LINEAR                        |
| 191570 -         | 2003 WQ162          | 30 noiembrie 2003 | Socorro            | LINEAR                        |
| 191571 -         | 2003 WX170          | 21 noiembrie 2003 | Catalina           | CSS                           |
| 191572 -         | 2003 WU189          | 22 noiembrie 2003 | Catalina           | CSS                           |
| 191573 -         | 2003 XZ10           | 10 decembrie 2003 | Palomar            | NEAT                          |
| 191574 -         | 2003 XF14           | 15 decembrie 2003 | Socorro            | LINEAR                        |
| 191575 -         | 2003 XP25           | 1 decembrie 2003  | Socorro            | LINEAR                        |
| 191576 -         | 2003 XM30           | 1 decembrie 2003  | Kitt Peak          | Spacewatch                    |
| 191577 -         | 2003 XU32           | 1 decembrie 2003  | Kitt Peak          | Spacewatch                    |
| 191578 -         | 2003 XH35           | 3 decembrie 2003  | Socorro            | LINEAR                        |
| 191579 -         | 2003 YB6            | 17 decembrie 2003 | Socorro            | LINEAR                        |
| 191580 -         | 2003 YR53           | 19 decembrie 2003 | Socorro            | LINEAR                        |
| 191581 -         | 2003 YC64           | 19 decembrie 2003 | Socorro            | LINEAR                        |
| 191582 Kikadolfi | 2003 YK69           | 20 decembrie 2003 | San Marcello⁠(d)    | San Marcello⁠(d)               |
| 191583 -         | 2003 YF105          | 22 decembrie 2003 | Socorro            | LINEAR                        |
| 191584 -         | 2004 BA143          | 19 ianuarie 2004  | Kitt Peak          | Spacewatch                    |
| 191585 -         | 2004 CO63           | 12 februarie 2004 | Palomar            | NEAT                          |
| 191586 -         | 2004 DU49           | 22 februarie 2004 | Socorro            | LINEAR                        |
| 191587 -         | 2004 EJ6            | 12 martie 2004    | Palomar            | NEAT                          |
| 191588 -         | 2004 EO73           | 15 martie 2004    | Catalina           | CSS                           |
| 191589 -         | 2004 FQ5            | 19 martie 2004    | Palomar            | NEAT                          |
| 191590 -         | 2004 FN29           | 24 martie 2004    | Bergisch Gladbach  | W. Bickel⁠(d)                  |
| 191591 -         | 2004 FR38           | 17 martie 2004    | Socorro            | LINEAR                        |
| 191592 -         | 2004 FX46           | 17 martie 2004    | Socorro            | LINEAR                        |
| 191593 -         | 2004 FD68           | 20 martie 2004    | Socorro            | LINEAR                        |
| 191594 -         | 2004 FC90           | 20 martie 2004    | Socorro            | LINEAR                        |
| 191595 -         | 2004 FF109          | 24 martie 2004    | Anderson Mesa      | LONEOS                        |
| 191596 -         | 2004 FX121          | 24 martie 2004    | Anderson Mesa      | LONEOS                        |
| 191597 -         | 2004 FX125          | 27 martie 2004    | Socorro            | LINEAR                        |
| 191598 -         | 2004 FT142          | 27 martie 2004    | Socorro            | LINEAR                        |
| 191599 -         | 2004 FN143          | 28 martie 2004    | Socorro            | LINEAR                        |
| 191600 -         | 2004 FW146          | 22 martie 2004    | Socorro            | LINEAR                        |